# Torre civica (Castel Goffredo)
La Torre civica (o torre dell'Orologio, torre di Castelvecchio) è un edificio storico della città di Castel Goffredo, in provincia di Mantova.

## Collocazione
La struttura è situata in Piazza Mazzini, nel centro storico cittadino, ovvero nella parte che delimitava l'antica fortezza di "Castelvecchio" (castellum vetus). Sul suo lato destro era situato il Palazzo del Vicario, ora inglobato nel Palazzo Gonzaga-Acerbi.
Posta a fianco sinistro del Palazzo Gonzaga-Acerbi e del Palazzo della Ragione, è testimone da secoli del centro politico della città ed è popolarmente considerata il simbolo di Castel Goffredo.

## Storia
Appartenente alla prima cinta muraria della città, chiudeva il borgo medievale di "Castelvecchio" nella parte meridionale.
La sua fondazione, forse su una struttura preesistente e con muri alla base di metri 1,30 di spessore, risale al XIII secolo e dal 1438 vi è alloggiato l'orologio pubblico.

## Struttura

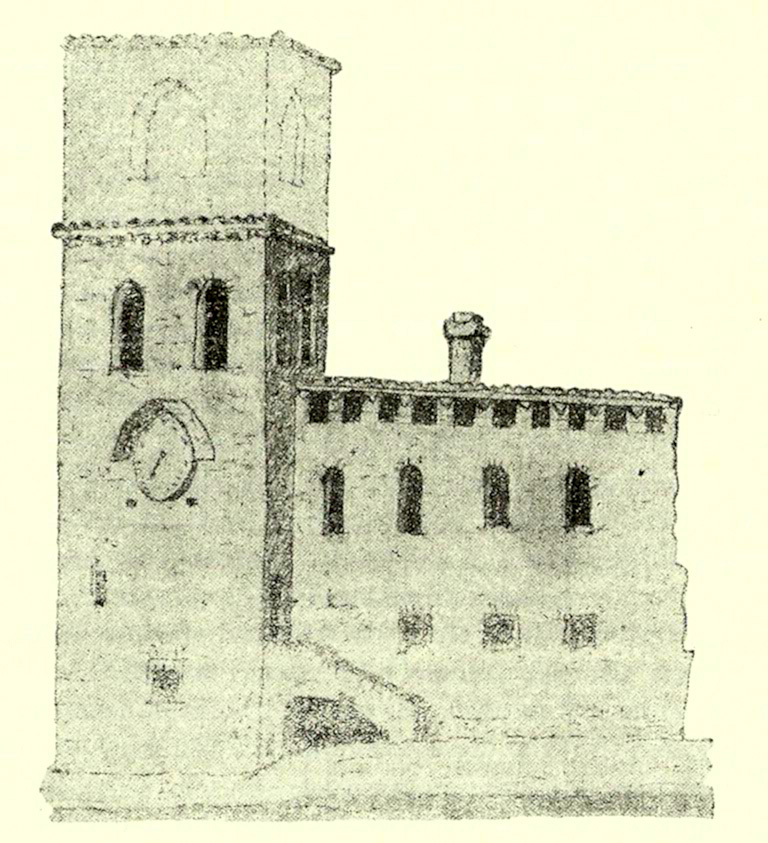
Ricostruzione della torre civica nel 1492, prima della sopraelevazione. Sulla destra il Palazzo del Vicario.

Inizialmente coperta da tetto e alta circa 20 metri, fu sottoposta a interventi di ampliamento che le permisero di raggiungere gli attuali 27 metri di altezza.
Era dotata di una scala esterna, sul fianco est, che metteva in comunicazione la piazza con l'interno della torre, nella quale si amministrava la giustizia a partire dal XV secolo e dove era presente anche una camera di tortura.
Nel 1492 fu rialzata con una nuova cella campanaria che ancor oggi ospita il concerto di sei campane, alcune delle quali risalenti al Cinquecento, della Chiesa Prepositurale di Sant'Erasmo. Una di queste riporta la seguente iscrizione: Mentem sanctam spontaneam Honorem Deo e Patriae liberationem MCCCCLXXXXII.
Le sei campane si contraddistinguono in: Campanone o campana maggiore dedicato a Sant’Erasmo; Campana delle ore dedicata alla Beata Vergine; Campana del morto dedicata a Santa Maria Maddalena; Campana della Vittoria; Campana della scuola dedicata all’Ave Maria; Campana del morticino, dedicata a San Sebastiano (proveniente dalla Chiesa di Santa Maria del Consorzio).
Nel 1925 fu tolta la copertura e realizzata la merlatura ghibellina.
Nel 1983-1984 è stata oggetto di un radicale intervento di manutenzione in seguito al quale sono stati demoliti e ricostruiti gli intonaci esterni preesistenti e sono stati risolti alcuni problemi statici con operazioni di cucitura sulle murature e di realizzazione di solai intermedi in cemento armato e legno.
Dal 2017 è in corso un restauro interno della torre, che prevede l'utilizzo dei piani allestiti a museo della città antica e la salita sulla terrazza; dall'ottobre 2021 la torre è visitabile sino al belvedere.

### La torre pendente
La torre presenta da secoli un accentuato scostamento dalla verticalità,  con fuori piombo marcati verso Piazza Mazzini. Per questo, nel 2006, è stata oggetto di importanti verifiche statiche, poiché il fuori piombo risultava aumentato negli ultimi decenni.
Le sue caratteristiche tipicamente medioevali rendono la torre uno dei monumenti principali della città, tanto da essere ben visibile in avvicinamento a Castel Goffredo.

## Museo Torre di Castelvecchio
Dopo lavori di adeguamento interno, la torre è stata trasformata in museo, con Infopoint turistico di Regione Lombardia, e dal 2 ottobre 2021 è visitabile al suo interno percorrendo i sette piani che la compongono.

## Galleria d'immagini

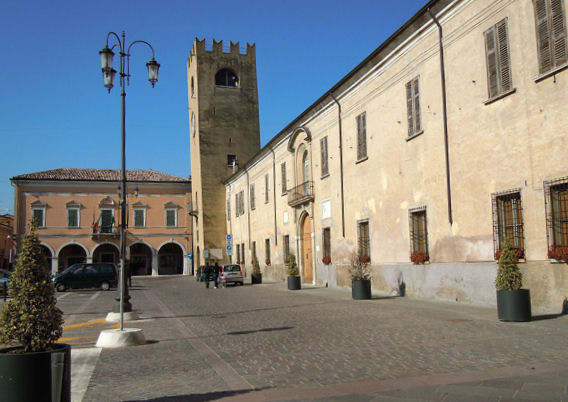
Torre civica tra Municipio e Palazzo Gonzaga-Acerbi
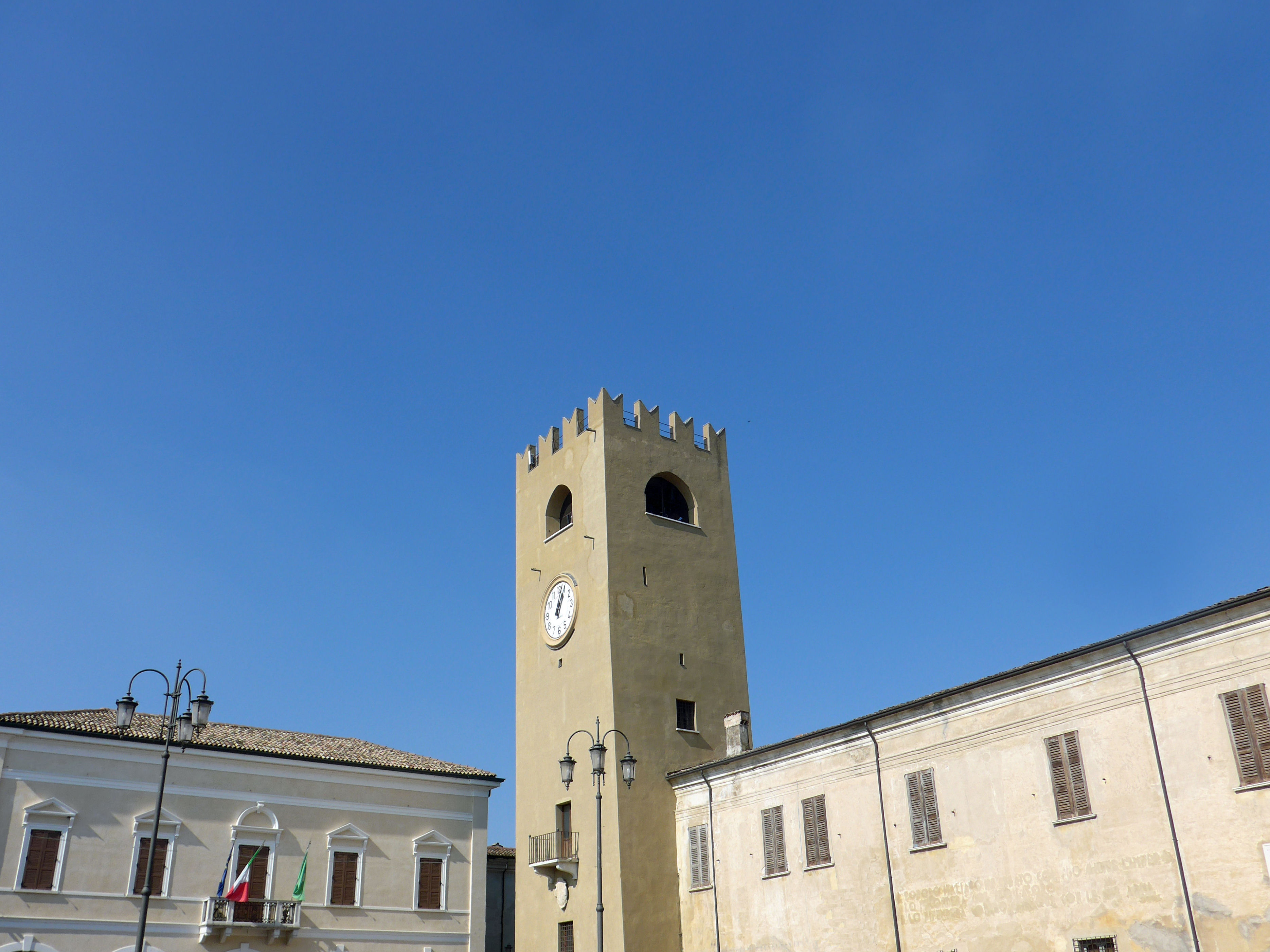
Torre civica vista da piazza Mazzini
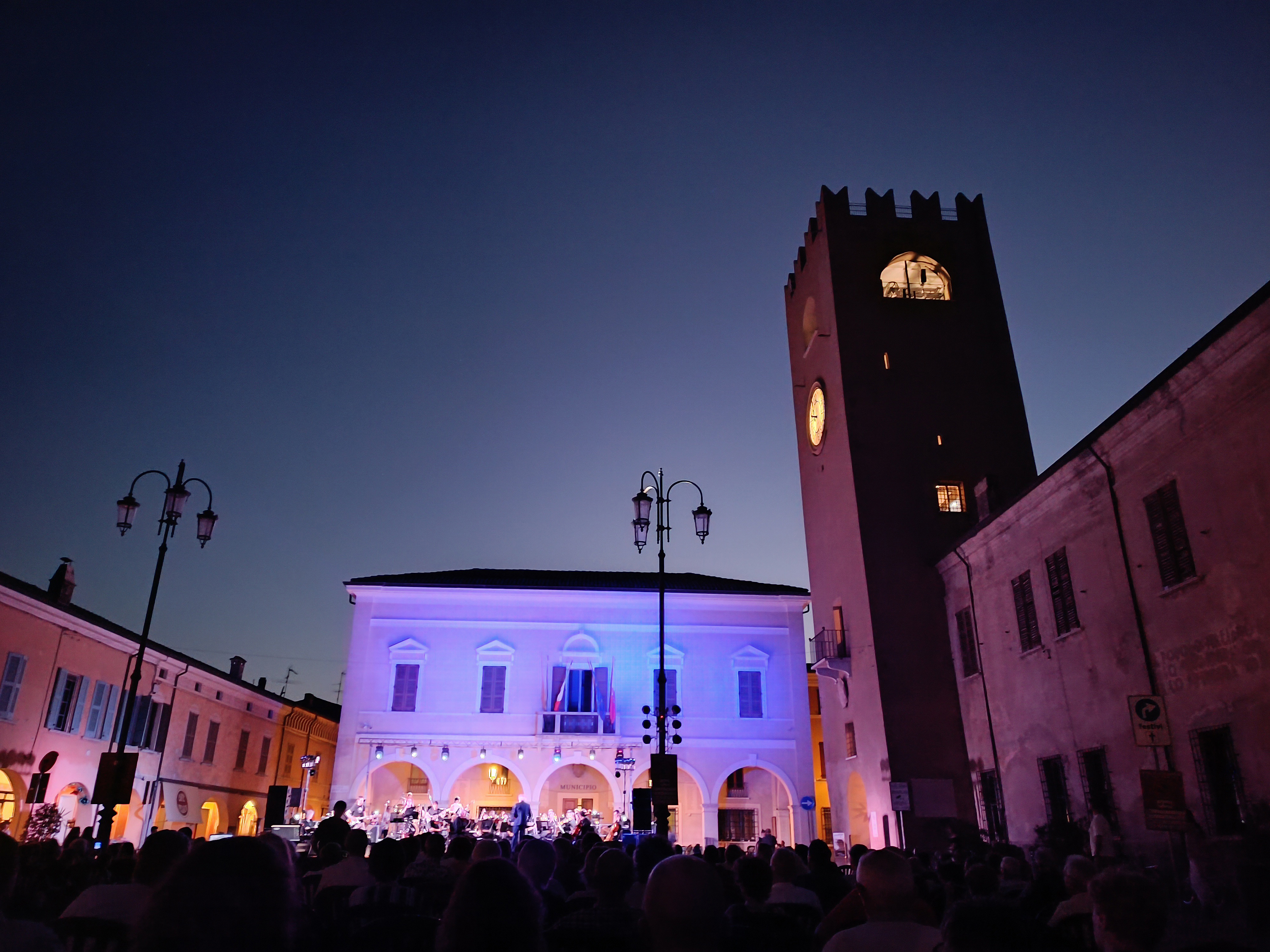
Notturno
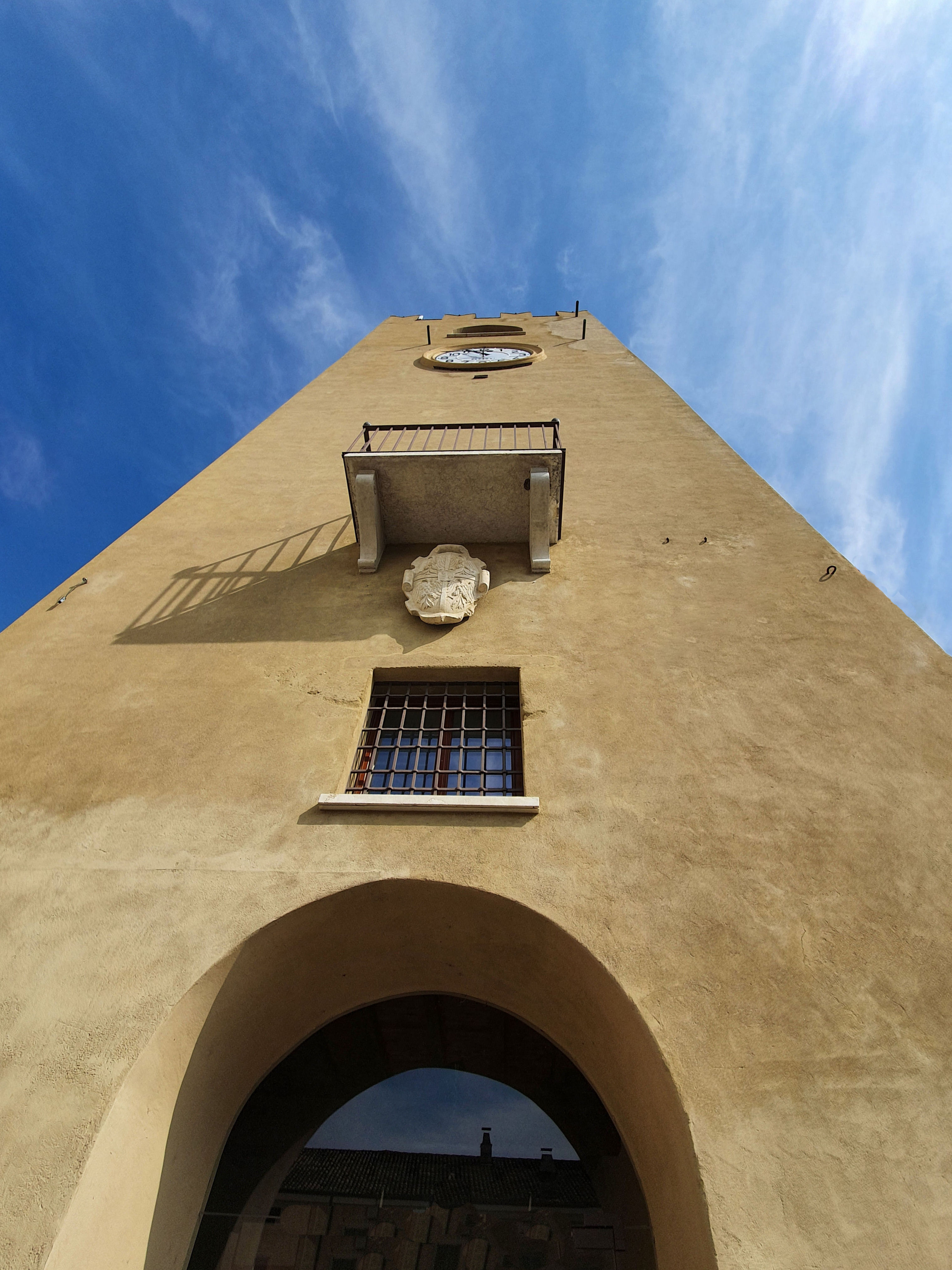
La torre dal basso
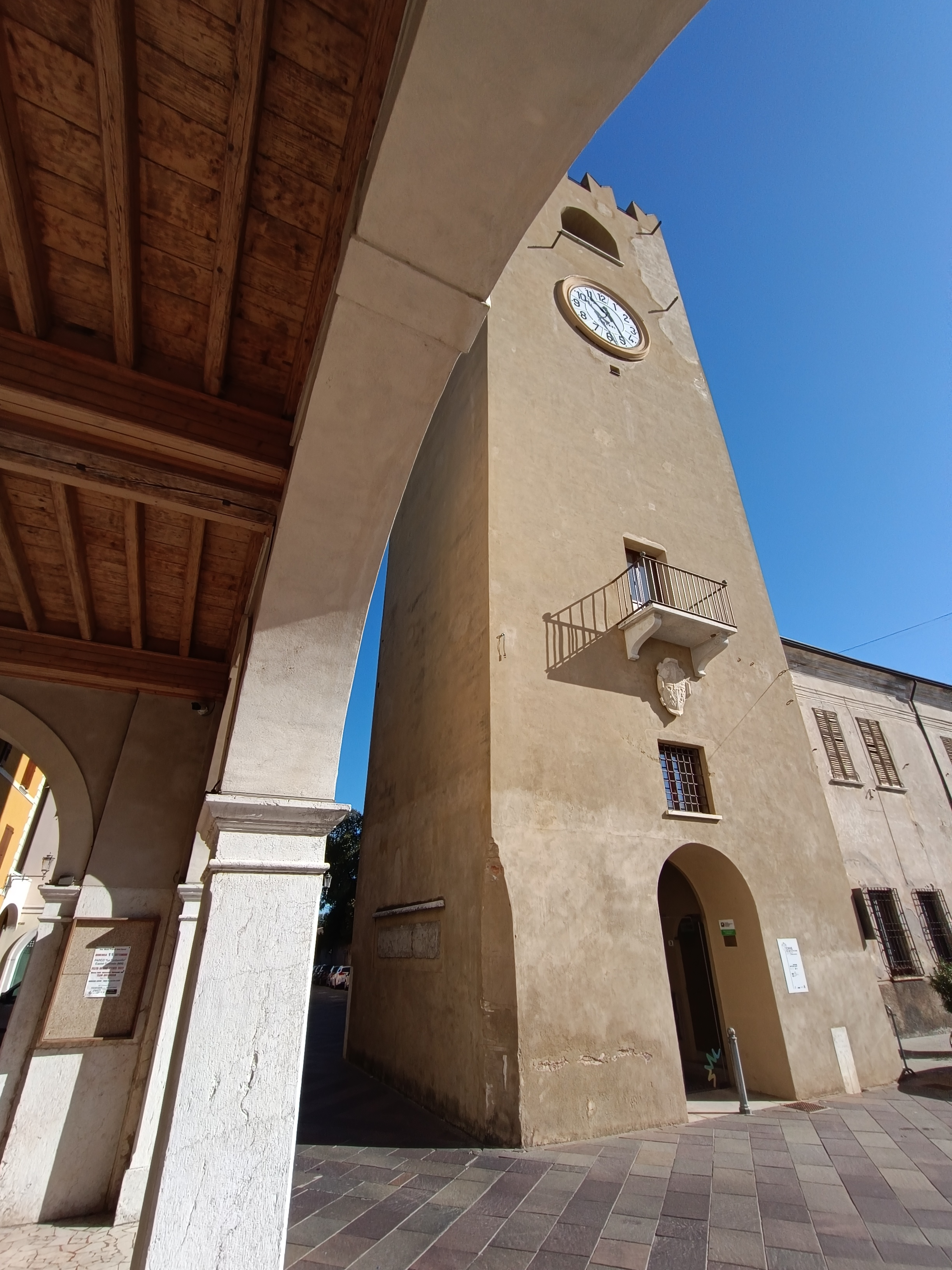
La torre civica vista dalla loggia del municipio
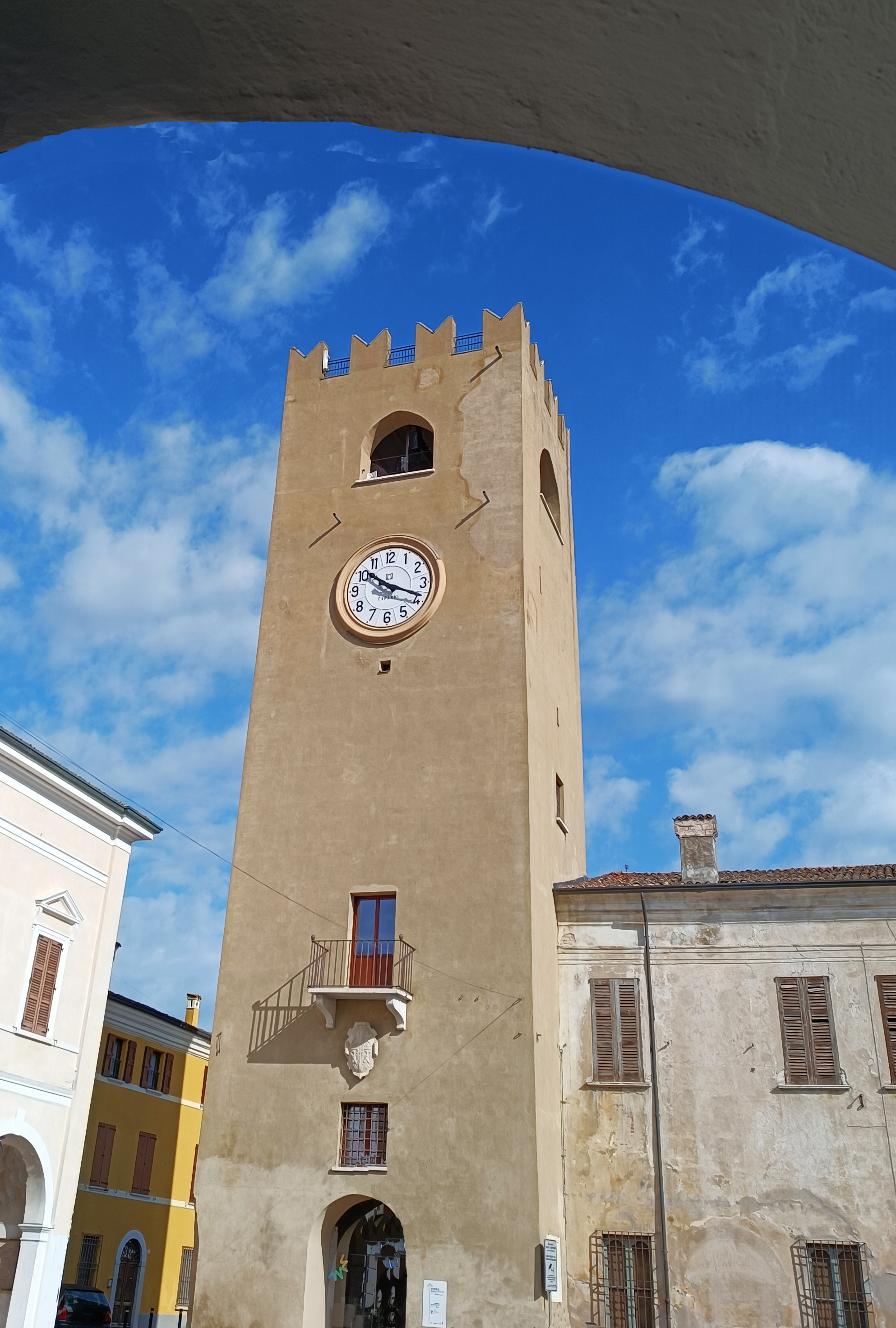
Torre civica vista dai portici
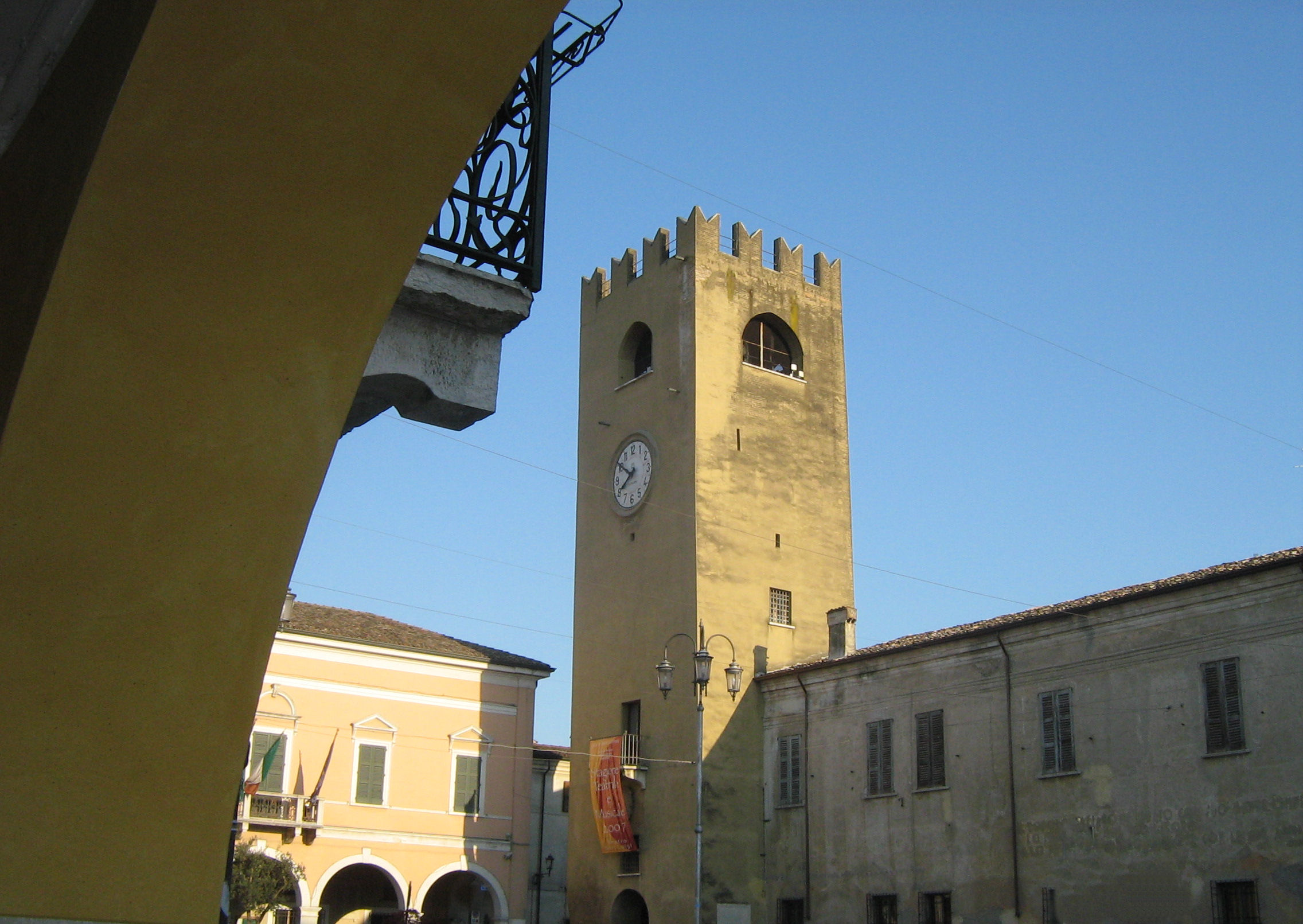
La torre vista dai portici
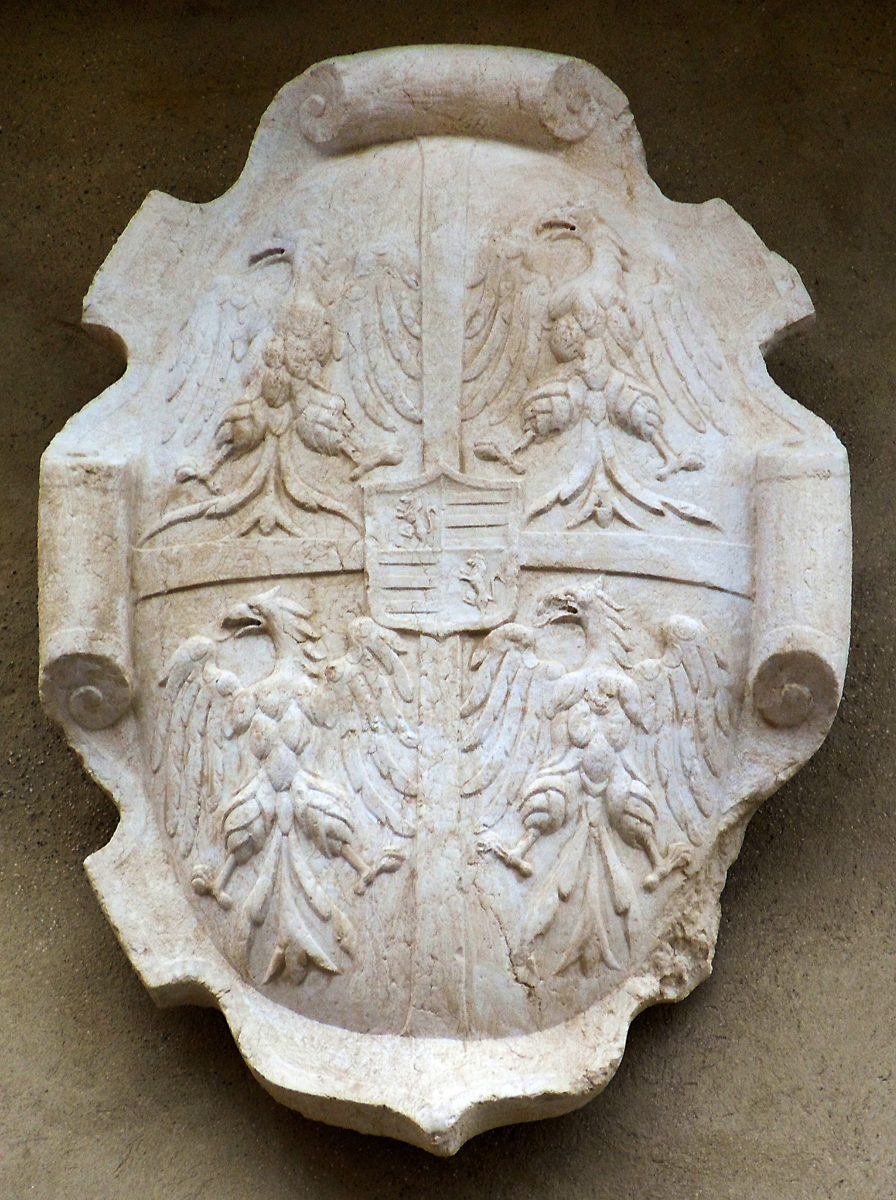
Stemma con l'arma dei Gonzaga sulla torre civica (XVI secolo)
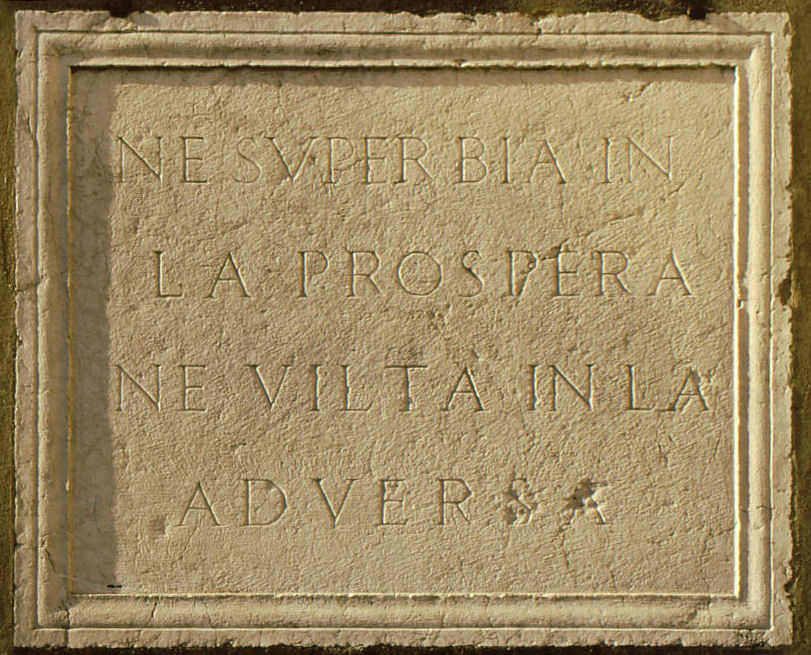
Epigrafe aloysiana sulla torre (fianco est): NE SUPERBIA IN LA PROSPERA NE VILTA' IN LA ADVERSA
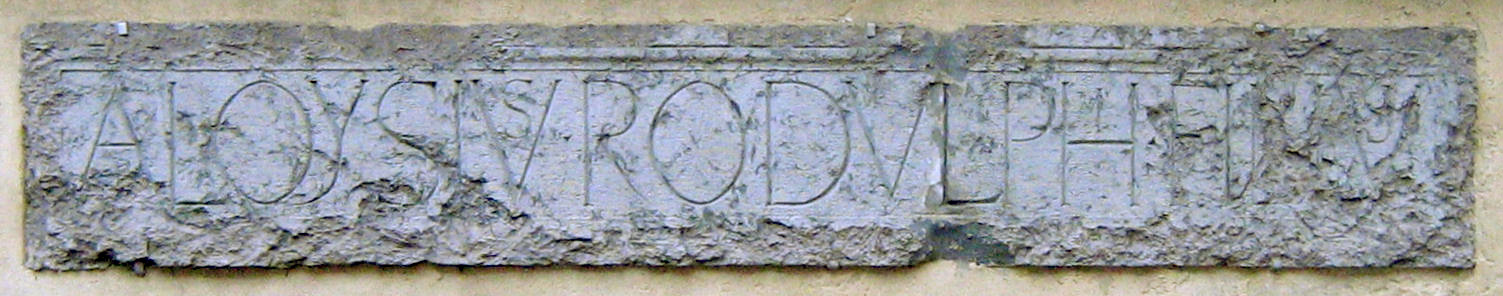
Epigrafe aloysiana sulla torre (fianco ovest): ALOYSIVS RODVLPHI FILIVS
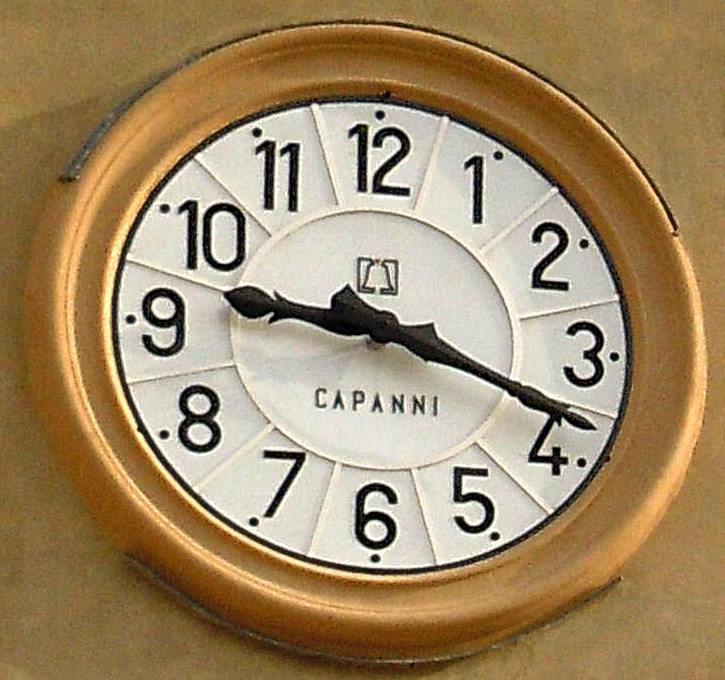
Orologio della torre civica (1438)